# Jamie Ness
Jamie Ness (* 2. März 1991 in Irvine) ist ein schottischer Fußballspieler. Der zentrale Mittelfeldspieler entstammt der Jugendabteilung der Glasgow Rangers und spielte bis 2012 in verschiedenen schottischen Juniorennationalteams.

## Karriere

### Glasgow Rangers
Ness spielte seit 2007 in der Nachwuchsabteilung der Rangers, ehe er 2010 in den Profikader vorstieß. Sein Debüt gab er im Dezember 2010 beim 4:1-Erfolg gegen den FC Motherwell. Nachdem er wenige Tage später im Old Firm gegen Celtic Glasgow erstmals in der Startelf stand und im Februar im Scottish League Cup sein erstes Tor für die Rangers erzielte, verlängerte er im März 2011 seinen Vertrag um zwei Jahre bis zum Ende der Saison 2012/13. In der Folgesaison hatte er mit einer langwierigen Leistenverletzung zu kämpfen, zu deren Behandlung er den deutschen Nationalmannschaftsarzt Hans-Wilhelm Müller-Wohlfahrt in London konsultierte. In der Folge absolvierte er nur fünf Pflichtspiele in der gesamten Spielzeit, an deren Ende er mit den Rangers Meister wurde.
Im Februar 2012 musste der Verein aufgrund von drohenden Steuernachzahlungen und Strafen in zweistelliger Millionenhöhe Insolvenz anmelden und wurde im Zuge dessen in die vierte schottische Liga herabgestuft. Da zeitgleich die ehemalige Betreibergesellschaft aufgelöst und eine neue unter einem neuen Investorenkonsortium installiert wurde, setzte die schottische Spielergewerkschaft (PFA Scotland) durch, dass es allen Spielern frei steht, den Verein zu verlassen. Ness machte von diesem Recht Gebrauch und konnte seinen Vertrag nach einer gesonderten „zielgerichteten Entlassungsverhandlung“ (constructive dismissal) auflösen.

### Stoke City
Bereits Anfang Juli 2012 unterschrieb Ness einen Vierjahresvertrag bei Stoke City. Allerdings konnte er erst gegen Ende des Monats eingesetzt werden, da die FIFA ihm erst zu diesem Zeitpunkt die Spielgenehmigung erteilte; man befand sich weiterhin im Streit um die Vertragsauflösung mit den Rangers. Zu seinem Pflichtspieldebüt kam er bei der 3:4-Niederlage gegen Swindon Town im Football League Cup, wobei er sich in der Verlängerung erneut verletzte, die Mannschaft in Unterzahl weiterspielen musste und Swindon das entscheidende Tor gelang.

### Nationalmannschaft
Ness durchlief die U-17-, U-19 und U-21-Nationalmannschaft seines Heimatlandes.

## Erfolge
- Schottischer Meister: 2012
- Scottish Premier League Jugendspieler des Monats: Januar 2010[7]